# وترة
الوَتَرَة قوسٌ داخليّ موازٍ للحِتار، أكثرَ سُمكاً، وينقسم إلى فرعين قرب الأعلى.

## صور إضافية

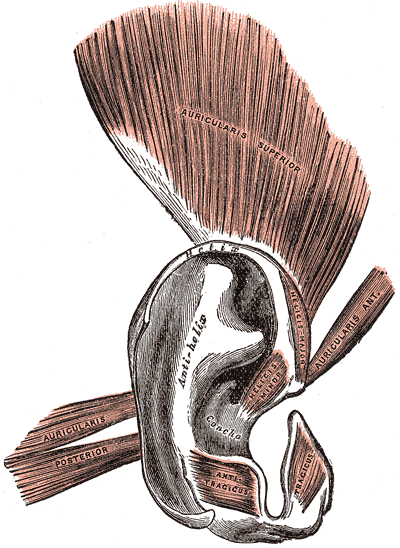
عضلات صيوان الأذن.
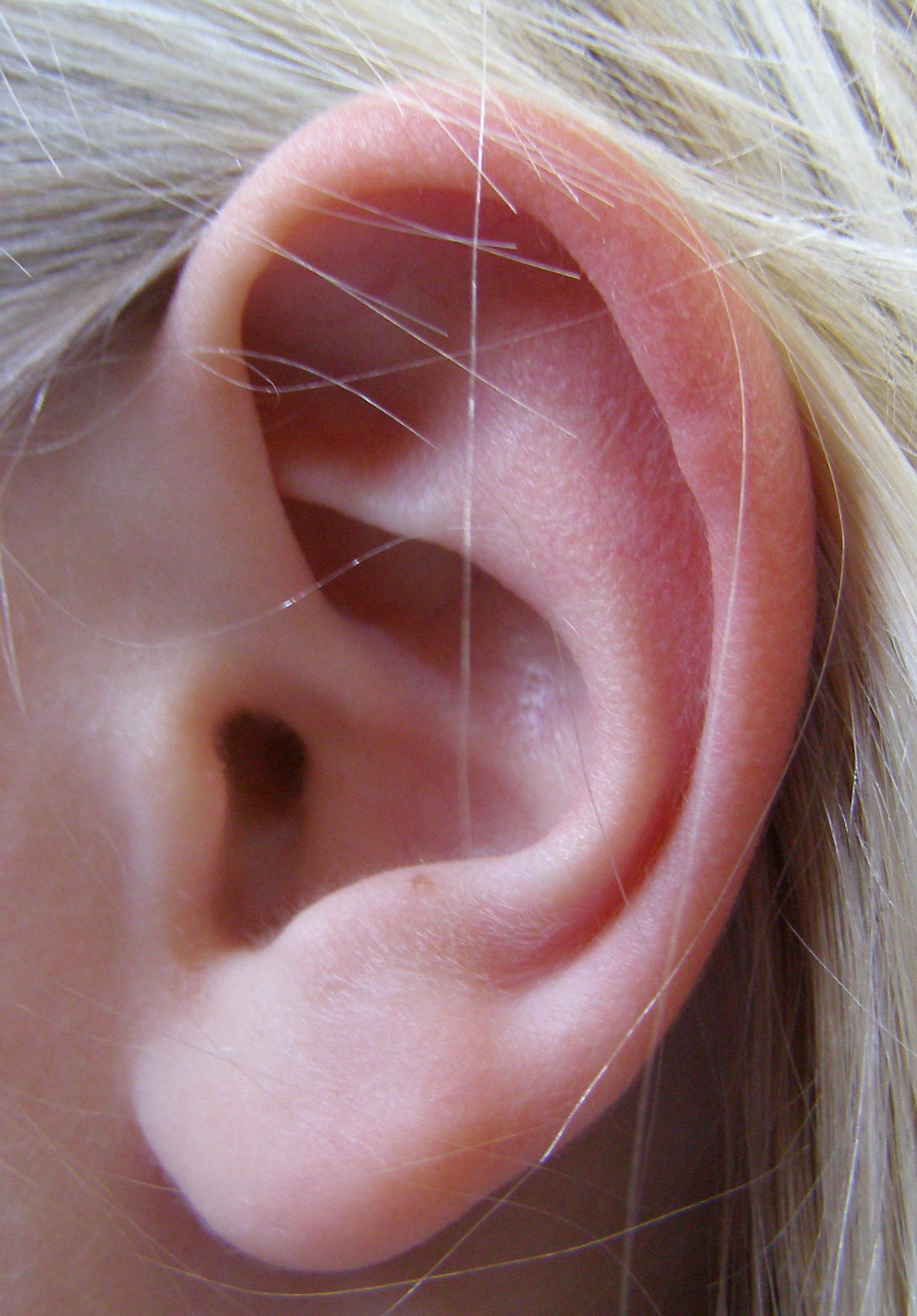
الأذن اليسرى لإنسان
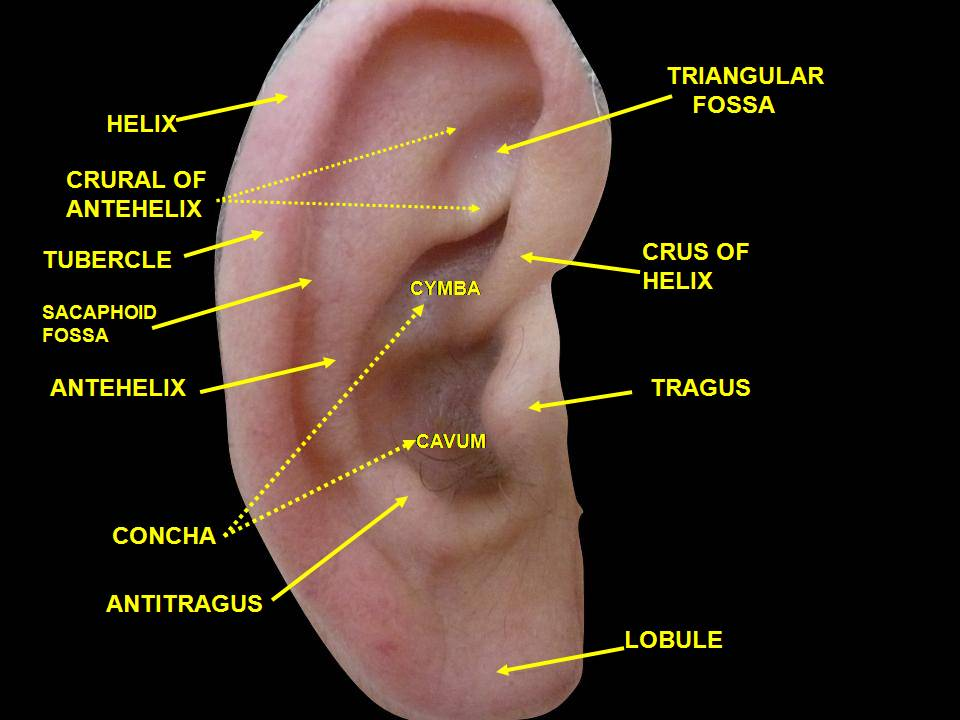
الأذن الخارجية. الصيوان الأيمن. منظر جانبي.
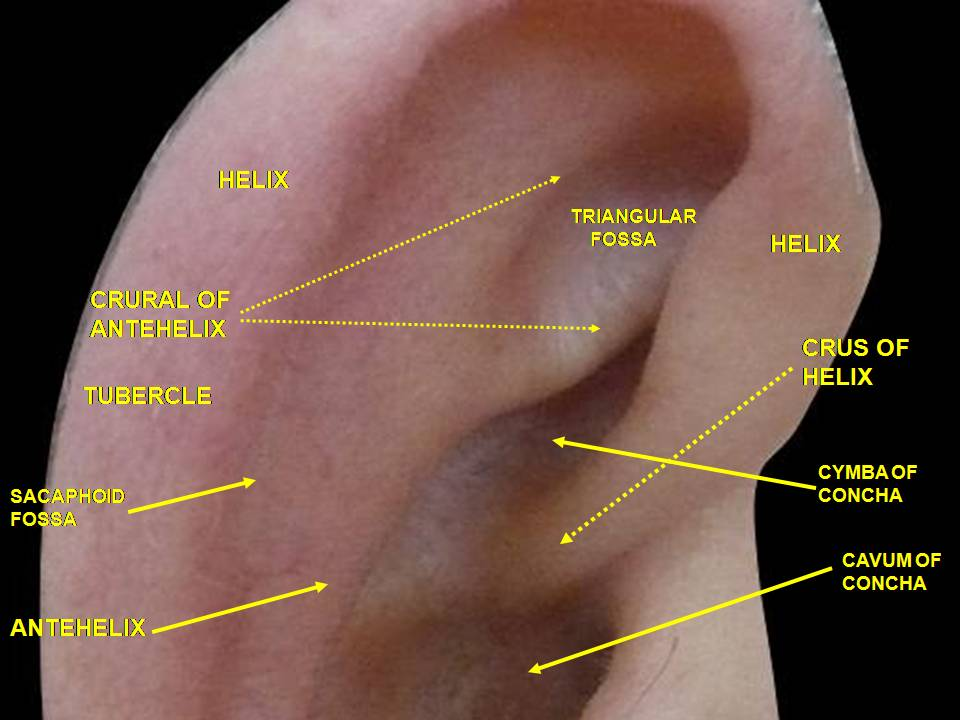
الأذن الخارجية. الصيوان الأيمن. منظر جانبي.
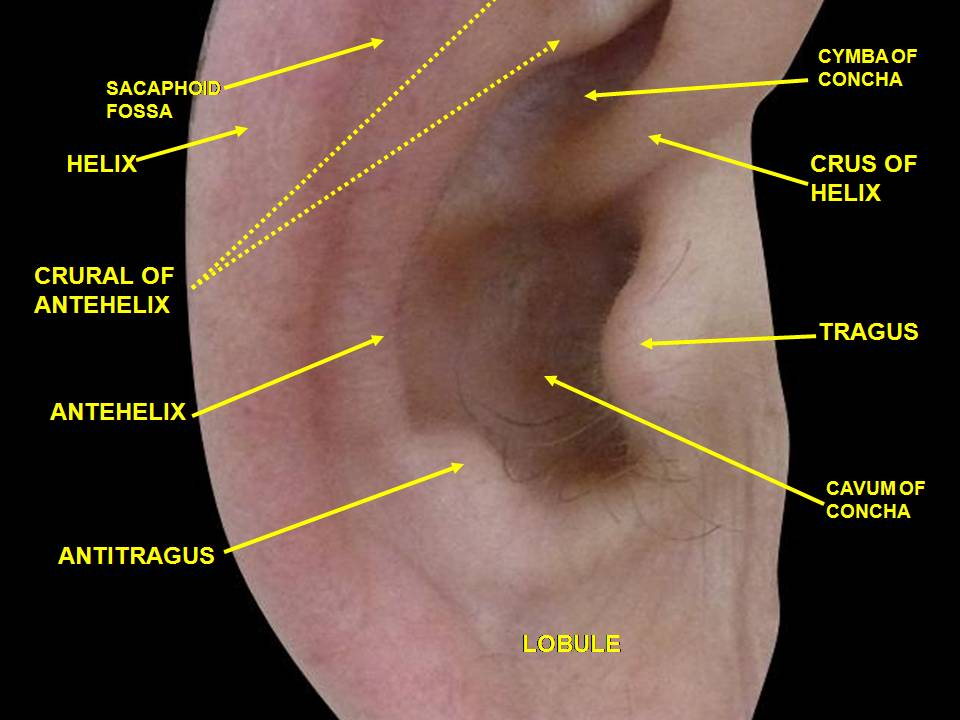
الأذن الخارجية. الصيوان الأيمن. منظر جانبي.

## روابط خارجية
- درسٌ تشريحي حول lesson3 مُعدٌ بواسطة ويسلي نورمان (جامعة جورجتاون).(externalear)(#5)